# Palacio de Deportes Ali Aliyev
El Palacio de Deportes Ali Aliyev (en ruso: Спорткомплекс имени Али Алиева) es un recinto cerrado multiusos ubicado en Kaspiysk (Rusia). Situado entre Makhachkala y el Caspio, en la capital de Daguestán, alberga diversos eventos deportivos: baloncesto, lucha, voleibol, judo y fútbol sala.

## Historia
Fue inaugurado el 22 de mayo de 2010, con la celebración del 41.er Torneo Internacional de Lucha Libre, en memoria de Ali Aliyev, primer campeón mundial de lucha libre de Daguestán.
En el año 2011 se llevó a cabo en este Palacio de Deportes la copa mundial de lucha libre de la FILA.
En este estadio se celebra desde su inauguración un torneo internacional de lucha libre en memoria de Ali Aliyev (cinco veces campeón del mundo en esa disciplina).

## Eventos y torneos
Todos los años, el Palacio de Deportes Ali Aliyev acoge numerosos torneos internacionales y locales en diversas disciplinas. Entre los acontecimientos más significativos que han tenido lugar en este polideportivo destacan: la Copa Mundial de la Lucha libre (2011), el Campeonato Nacional Ruso de Lucha de Estilo Libre (2015), el Campeonato de Rusia de taekwondo, la Copa de Rusia en partidos de voleibol. A finales de abril y primeros de mayo de 2018 se celebraron aquí el Campeonato Europeo de Lucha y el Campeonato Europeo de Grappling. 